# Tiñosillos
Tiñosillos è un comune spagnolo di 790 abitanti situato nella comunità autonoma di Castiglia e León.